# JoAnn Tall
JoAnn Tall, est une militante anti-nucléaire américaine de la tribu des Oglalas. Elle est connue pour son engagement pour la défense de la réserve indienne de Pine Ridge contre des projets de mines d'uranium et l'installation d'un site d'essai nucléaire dans les Black Hills dans les années 1980 à 1990.

## Biographie
JoAnn Tall d'origine Oglala Lakota, mère de ̠huit enfants, s'est engagée dans la défense des territoires indiens contre les compagnies minières et un site d'essais nucléaires de la compagnie Honeywell. Elle a installé son tipi sur le site, jusqu'à l'abandon du projet.

## Distinction
JoAnn Tall est l'une des six lauréat(e)s 1993 du Prix Goldman de l'Environnement.